# دی‌اوآی (روانگردان)
۲،۵-دی‌متوکسی-۴-یدوآمفتامین (به انگلیسی: 2,5-Dimethoxy-4-iodoamphetamine) با فرمول شیمیایی C۱۱H۱۶INO۲ یک ترکیب شیمیایی است. که جرم مولی آن ۳۲۱٫۱۵ g/mol می‌باشد. 